# Elisabeth von Mumm
Elisabeth Johanna Maria Mumm von Schwarzenstein (* 27. März 1860 in Köln; † 30. März 1933 ebenda) war eine deutsche Frauenrechtlerin.

## Biographie

### Familie

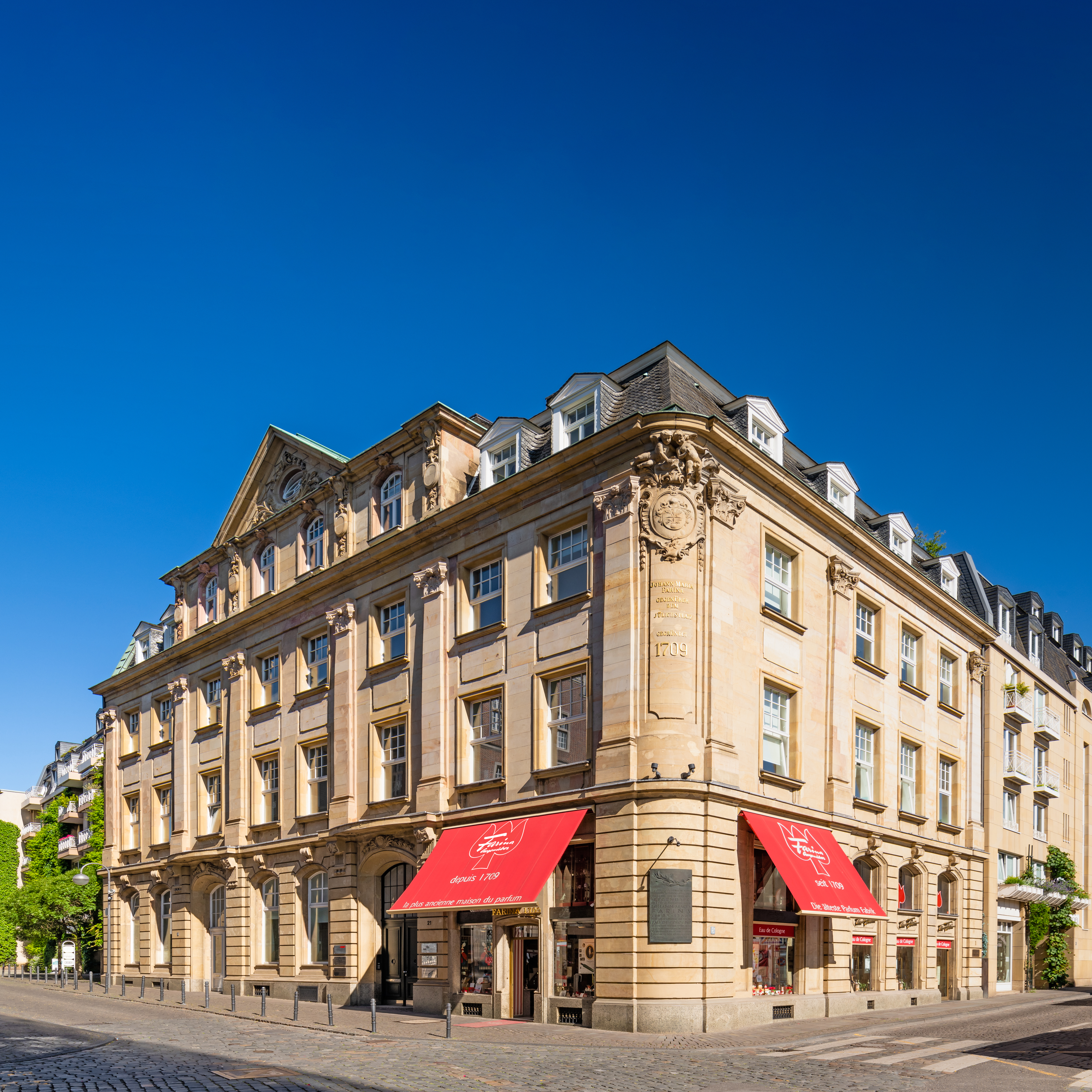
Das Haus Farina, in dem Elisabeth von Mumm lebte und starb

Elisabeth Mumm war eine Tochter von Maria Margaretha Huberta Farina und von Christian Friedrich August Mumm und entstammte damit aus zwei Unternehmerdynastien mit weitreichenden verwandtschaftlichen Beziehungen zu anderen Familie der Kölner Oberschicht. Sie hatte drei Geschwister, zwei Brüder und eine Schwester. Der Vater war Protestant, seine italienischstämmige Frau Katholikin; eine solche interkonfessionelle Ehe war damals ungewöhnlich. Als Elisabeth 13 Jahre alt war, wurde die Familie Mumm in den preußischen Adelsstand erhoben und erhielt den Namenszusatz „von Schwarzenstein“, 1896 erhielten sie „für ihre Verdienste um die besten Weine des Rheingaus“ die Freiherrenwürde zuerkannt.
In Köln wohnte die Familie in der St.-Apern-Str. 75, wo sich auch der Firmensitz befand. Dort lebte Elisabeth von Mumm in direkter Nachbarschaft zu Mathilde von Mevissen, die in der Zeughausstraße wohnte und mit der sie eine lebenslange Freundschaft verbinden sollte. Nachdem ihr Vater 1906 gestorben war, zog sie in des Hauses der mütterlichen Familie, das Haus Farina, wo sie bis zu ihrem Tod lebte. Sie war äußerst vermögend und blieb zeitlebens ledig. Sie selbst hatte keine Ausbildung machen dürfen.

### Engagement für Mädchen und Frauen
Das Interesse von Elisabeth von Mumm galt insbesondere der Ausbildung und angemessenen Bezahlung von Frauen. Gemeinsam mit Mathilde von Mevissen und dem Unternehmer Ernst Leyendecker gründete sie 1894 den Kölner Frauenfortbildungsverein, der im Jahr darauf die Gründung der Kaufmännischen Fortbildungsschule für Mädchen am Rothgerberbach initiierte. Im Jahre 1900 folgte die Gründung der ersten Höheren Handelsschule in Preußen, die 1920 von der Stadt Köln übernommen wurde. 1907 entstand die Hauswirtschaftliche Fortbildungsstelle an der Hohe Straße 55 und 1906 in Zusammenarbeit mit dem Vaterländischen Frauenverein eine Koch- und Haushaltungsschule in der Severinsmühlengasse 2 für Hausarbeits-unkundige Mädchen aus der Mittelschicht. Ab 1902 war von Mumm Vorsitzende des Cölner Vereins weiblicher Angestellter, der später eine Darlehens- und Unterstützungskasse sowie ein Wohnheim für Mitglieder und die Einrichtung einer Auskunfts- und Beratungsstelle in Frauenberufsfragen. 1903 gründete sie gemeinsam mit Rosa Bodenheimer und Adele Meurer die Kölner Ortsgruppe des Allgemeinen Deutschen Frauenvereins (ADF).
Auch setzte sich Elisabeth von Mumm für eine Verbesserung der Lebensbedingungen von Waisen ein. Im Jahr 1905 oder 1906 wurde sie vom Stadtrat zur ersten „Waisenrätin“ der Stadt gewählt. „In diesem kommunalen Engagement sahen viele Frauen eine große Chance, sich durch getreue Pflichterfüllung in Stadt und Gemeinde unentbehrlich zu machen …“, urteilte die Kölner Historikerin Elisabeth Amling. Des Weiteren engagierte sie sich unter anderem im Westdeutschen Verband für Frauenstimmrecht, im Kölner Frauenrechtsschutzverein, im Wöchnerinnenverein, im Verein Frauengymnasium, im Kölner Frauen-Klub und in der Nationalen Frauengemeinschaft.
Anlässlich ihres 70. Geburtstags schrieb der Kölner Stadt-Anzeiger am 26. März 1930 über Fräulein von Mumm: „Der Raum verbietet es, hier auf alle Gebiete einzugehen, auf denen sie ihre reiche Erfahrung und ihren freudigen Arbeitswillen zum Wohle ihrer Mitmenschen betätigt und opferwillig Zeit und Kräfte eingesetzt hat. Groß ist die Zahl derer, die ihr zur Vollendung des 70. Lebensjahres aus dankbarem Herzen warme und aufrichtige Glückwünsche darbringen.“

## Ehrung
2016 wurde in Köln-Sülz der Platz zwischen der Kirche „Zur Heiligen Familie“ und dem Sülzgürtel auf dem ehemaligen Gelände des Kinderheims Sülz in Elisabeth-von-Mumm-Platz umbenannt. Damit soll insbesondere an ihre Tätigkeit als erste Kölner Waisenrätin erinnert werden. In dem dort entstandenen neuen Wohnquartier trägt ein Gebäude den Namen „Haus Elisabeth“, das gesamte Quartier den Namen „anton+elisabeth“ („Anton“ nach Anton Antweiler, dem Gründer der Wohnungsgenossenschaft Köln-Sülz eG).